# Hardware abstraction layer
Hardware Abstraction Layer (HAL) o strato di astrazione dall'hardware è un insieme di funzioni di I/O il più possibile generiche e semplici, il cui compito è di tenere conto di tutte le differenze fra dispositivi fisici diversi al posto del programma che lo userà, nascondendogli la vera identità e natura di essi: per esempio il programma, invece di aprire personalmente un file chiederà all'HAL di farlo per lui e l'HAL, appena esaudita la richiesta, gli passerà un riferimento al file per la lettura (o lo leggerà per lui).
Dotando un programma di un HAL se ne migliora la portabilità su altri tipi di computer/sistemi operativi e la funzionalità con dispositivi diversi, perché eventuali modifiche e adattamenti vanno fatti solamente nell'HAL senza toccare il codice del programma stesso; inoltre è relativamente facile aggiungere, all'occorrenza, una sezione all'HAL per gestire un dispositivo che non era stato inizialmente previsto.
I moderni sistemi operativi sono dotati di uno o più livelli di HAL. La HAL viene utilizzata normalmente per separare i programmi dai sistemi di comunicazione. Quindi i programmi non accedono mai alla memoria della scheda grafica quando devono modificare l'immagine mostrata sullo schermo. I programmi comunicano al sistema operativo le operazioni da compiere e il sistema operativo provvede a effettuare le modifiche necessarie. Questo consente di modificare l'hardware preposto alla visualizzazione senza dover modificare tutti i programmi. Basta modificare lo strato che accede all'hardware, questo comunemente viene chiamato driver. 
La HAL può essere utilizzata per emulare componenti non presenti nel sistema operativo o nell'hardware. Per esempio le moderne schede grafiche non gestiscono nativamente le modalità CGA, EGA o VGA. Queste modalità vengono emulate dall'HAL che provvede a tradurre le istruzioni che gestiscono queste modalità in comandi comprensibili dalla scheda grafica. L'emulazione utilizzando una HAL viene utilizzata in molti sistemi per consentire la retro compatibilità con applicazioni arcaiche.